# Arctocephalus philippii
Arctocephalus philippii — вид тварин родини Отарієвих, який живе на берегах островів архіпелагу Хуан Фернандес в східній частині Тихого океану, на захід від Чилі.

## Опис

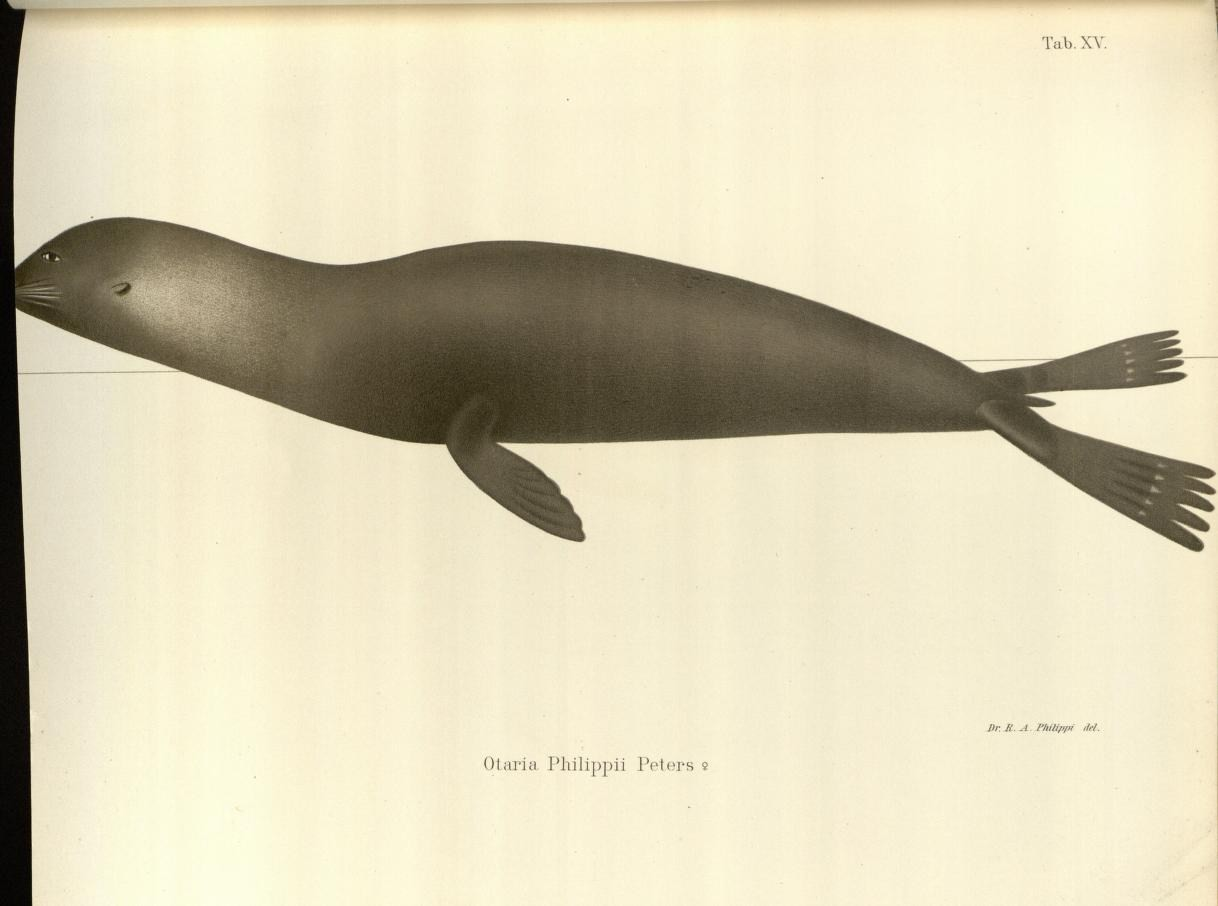
Ілюстрація Arctocephalus philippii

Статевий диморфізм помітний, самці приблизно в 1,4 раза більші, і приблизно в 3 рази важчі, ніж дорослі самиці. Дорослі самці оцінюються в 2 м довжиною і вагою 140 кг. Самиці, що вигодовують щеняти в середньому 1,42 м в довжину і важать в середньому 48,1 кг. Новонароджені щенята приблизно 65—68 см і 6,2—6,9 кг, народжуються з чорним хутром. A. philippii — полігамний вид. Сезон розмноження триває з середини листопада до кінця січня. Самці захищають територію на суші що, як правило, рівна близько 36 м², на якій проживає в середньому чотири самиці, але інколи самці утримують території у воді, які набагато більші. Цей вид воліє влаштовувати лежбище на скелястих берегових лініях з валунами, гротами, виступами і печерами. Середній час від моменту народження до відпливу в першу подорож для харчування самиці становить 11,3 днів. Хоча самиці можуть зникнути всього за 1 день, середня тривалість таких подорожей становить 12,3 днів і найдовша подорож тривала 25 днів. Середня тривалість відвідання цуценят між подорожами для нагулу становить 5,3 днів з діапазоном 0,3—15,8 днів. Середня глибина занурення становить лише 12,3 м, а середня тривалість занурення становить 51 секунд. Найглибше занурення: 90—100 м, а найдовша тривалість занурення: трохи більше 6 хвилин. Майже всі занурення для харчування відбуваються в нічний час. Міктофові є найважливішими рибами в раціоні і кальмари родини Onychoteuthidae є найважливішими серед головоногих молюсків. Сині і великі білі акули, а також косатки є підозрюваними хижаками цього виду. 